# Nordreisa
Nordreisa è un comune norvegese della contea di Troms.
Ha dato i natali a Ian Haugland, batterista della band Europe.